# Оператор Тепліца
У теорії операторів оператор Тепліца — це стиснення оператора множення на колі до простору Гарді.

## Деталі
Нехай {\displaystyle S^{1}} — комплексне одиничне коло зі стандартною мірою Лебега, а {\displaystyle L^{2}(S^{1})} — гільбертів простір квадратично інтегрованих функцій.
Обмежена вимірна функція {\displaystyle g} на {\displaystyle S^{1}} визначає оператор множення {\displaystyle M_{g}} на {\displaystyle L^{2}(S^{1})} .
Нехай {\displaystyle P} буде проекцією з {\displaystyle L^{2}(S^{1})} на простір Гарді {\displaystyle H^{2}}. Оператор Тепліца з символом {\displaystyle g} визначаємо як
{\displaystyle T_{g}=PM_{g}\vert _{H^{2}},}
де « | » означає обмеження.
Обмежений оператор на {\displaystyle H^{2}} є тепліцевим тоді й лише тоді, коли у його матричному представленні в базисі {\displaystyle \{z^{n},z\in \mathbb {C} ,n\geq 0\}} на діагоналях знаходяться сталі.

## Теореми
- Теорема: якщо {\displaystyle g} є неперервною, то {\displaystyle T_{g}-\lambda } є оператором Фредгольма тоді й лише тоді, коли {\displaystyle \lambda } не входить до множини {\displaystyle g(S^{1})}. Якщо це оператор Фредгольма, то його індекс є порядком замкнутої кривої, яка простежує {\displaystyle g} відносно початку координат, взятим з протилежним знаком.

Для доведення див. Дуглас (1972, стор. 185).
Він приписує цю теорему Марку Крейну, Гарольду Відому та Аллену Девінацу.
Це можна розглядати як важливий окремий випадок теореми про індекс Атії–Зінгера.
- Теорема Екслера[en]–Чанга[en]–Сарасона[en]: оператор {\displaystyle T_{f}T_{g}-T_{fg}} компактний тоді й лише тоді, коли {\displaystyle H^{\infty }[{\bar {f}}]\cap H^{\infty }[g]\subseteq H^{\infty }+C^{0}(S^{1})}.

Тут {\displaystyle H^{\infty }} позначає замкнуту підалгебру алгебри {\displaystyle L^{\infty }(S^{1})} аналітичних функцій (функцій із нульовими від'ємними коефіцієнтами Фур'є), {\displaystyle H^{\infty }[f]} — замкнута підалгебра алгебри {\displaystyle L^{\infty }(S^{1})}, породжена {\displaystyle f} і {\displaystyle H^{\infty }}, а {\displaystyle C^{0}(S^{1})} — простір (як алгебраїчна множина) неперервних функцій на колі.